# Макардл, Рори
Ро́ри Алекса́ндр Мака́рдл (англ. Rory Alexander McArdle) — североирландский футболист, защитник.

## Карьера

### Клубная
Играл в шотландской Премьер-лиге за «Абердин» на позиции центрального защитника с 19 мая 2010 года до июня 2012 года.
6 июня 2012 года перешёл в английский «Брэдфорд Сити», подписав с клубом двухлетний контракт. В сезоне 2014-15 признан игроком года Брэдфорда.
21 июня 2017 подписал трёхлетний контракт с клубом «Сканторп Юнайтед».
19 мая 2020 подписал контракт с клубом «Эксетер Сити».

### В сборной
26 мая 2010 года дебютировал в составе национальной сборной в товарищеском матче Северная Ирландия — Турция.